# Close Your Eyes (canción de 1933)
Close Your Eyes es una canción popular escrita por la compositora estadounidense Bernice Petkere. La canción fue publicada en 1933. La canción apareció en la película El abominable Dr. Phibes (1971), durante una escena de un crimen, y en la serie de detectives de 1996 de BBC TV "The Mrs Bradley Mysteries" protagonizada por Diana Rigg. La canción fue el fin de la sintonía de transmisión de Radio MonteCarlo en los años 60.

## Versiones grabadas
- Ruth Etting (1933)
- Al Bowlly (1933)
- Comedian Harmonists (1934) Versión alemana (como "Komm im Traum")
- Johnny Bode (1934) Versión sueca
- Harry Belafonte (1949)
- Tony Bennett (1954)
- Humphrey Lyttelton (1956)
- Ella Fitzgerald (1957)
- Oscar Peterson (1959)
- Vic Damone (1962)
- Doris Day (1962)
- Peggy Lee (1963)
- Nancy Wilson (1964)
- Kurt Elling (1995)
- Betty Carter (1996)
- Liza Minnelli (1996)
- Stacey Kent (1997)
- Don Tiki (1997)
- Queen Latifah (2004)
- Nellie McKay (2009)

- Datos: Q5135244